# Traînel
Traînel és un municipi francès situat al departament de l'Aube i a la regió del Gran Est. L'any 2007 tenia 1.026 habitants.

## Demografia

### Població
El 2007 la població de fet de Traînel era de 1.026 persones. Hi havia 404 famílies de les quals 111 eren unipersonals (36 homes vivint sols i 75 dones vivint soles), 158 parelles sense fills, 107 parelles amb fills i 28 famílies monoparentals amb fills.
La població ha evolucionat segons el següent gràfic:
Habitants censats

### Habitatges
El 2007 hi havia 487 habitatges, 408 eren l'habitatge principal de la família, 49 eren segones residències i 30 estaven desocupats. 459 eren cases i 22 eren apartaments. Dels 408 habitatges principals, 297 estaven ocupats pels seus propietaris, 105 estaven llogats i ocupats pels llogaters i 7 estaven cedits a títol gratuït; 4 tenien una cambra, 22 en tenien dues, 80 en tenien tres, 116 en tenien quatre i 187 en tenien cinc o més. 294 habitatges disposaven pel capbaix d'una plaça de pàrquing. A 199 habitatges hi havia un automòbil i a 162 n'hi havia dos o més.

### Piràmide de població
La piràmide de població per edats i sexe el 2009 era:
| Homes | Edats   | Dones |
| ----- | ------- | ----- |
| 0     | 95 o +  | 4     |
| 0     | 90 a 94 | 8     |
| 4     | 85 a 89 | 28    |
| 8     | 80 a 84 | 8     |
| 12    | 75 a 79 | 20    |
| 32    | 70 a 74 | 24    |
| 44    | 65 a 69 | 44    |
| 40    | 60 a 64 | 32    |
| 24    | 55 a 59 | 16    |
| 24    | 50 a 54 | 20    |
| 48    | 45 a 49 | 48    |
| 32    | 40 a 44 | 24    |
| 16    | 35 a 39 | 32    |
| 40    | 30 a 34 | 20    |
| 36    | 25 a 29 | 32    |
| 24    | 20 a 24 | 24    |
| 32    | 15 a 19 | 36    |
| 28    | 10 a 14 | 28    |
| 20    | 5 a 9   | 24    |
| 24    | 0 a 4   | 8     |

## Economia
El 2007 la població en edat de treballar era de 580 persones, 436 eren actives i 144 eren inactives. De les 436 persones actives 391 estaven ocupades (220 homes i 171 dones) i 46 estaven aturades (17 homes i 29 dones). De les 144 persones inactives 60 estaven jubilades, 32 estaven estudiant i 52 estaven classificades com a «altres inactius».

### Ingressos
El 2009 a Traînel hi havia 409 unitats fiscals que integraven 972 persones, la mediana anual d'ingressos fiscals per persona era de 17.603,5 €.

### Activitats econòmiques
Dels 41 establiments que hi havia el 2007, 4 eren d'empreses alimentàries, 1 d'una empresa de fabricació de material elèctric, 6 d'empreses de fabricació d'altres productes industrials, 8 d'empreses de construcció, 8 d'empreses de comerç i reparació d'automòbils, 2 d'empreses de transport, 1 d'una empresa d'hostatgeria i restauració, 1 d'una empresa d'informació i comunicació, 1 d'una empresa immobiliària, 3 d'empreses de serveis, 5 d'entitats de l'administració pública i 1 d'una empresa classificada com a «altres activitats de serveis».
Dels 12 establiments de servei als particulars que hi havia el 2009, 1 era una oficina de correu, 2 tallers de reparació d'automòbils i de material agrícola, 2 paletes, 2 guixaires pintors, 3 fusteries, 1 electricista i 1 perruqueria.
Dels 4 establiments comercials que hi havia el 2009, 1 era una botiga de més de 120 m², 1 una botiga de menys de 120 m² i 2 carnisseries.
L'any 2000 a Traînel hi havia 12 explotacions agrícoles que ocupaven un total de 1.068 hectàrees.

## Equipaments sanitaris i escolars
L'únic equipament sanitari que hi havia el 2009 era una farmàcia.
El 2009 hi havia una escola elemental.

## Poblacions més properes
El següent diagrama mostra les poblacions més properes.